# NDISwrapper

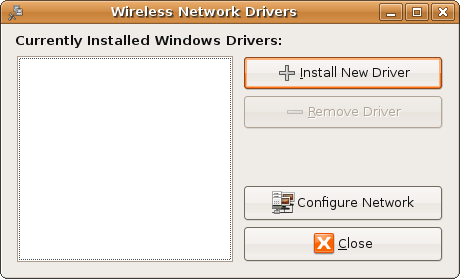
Ndisgtk.

NDISwrapper es un encapsulador o envoltura (wappper) libre de controladores de dispositivos, que permite el uso de la mayoría de las tarjetas de red inalámbricas en sistema operativo GNU utilizando la API del kernel de Windows, enlazando de forma dinámica el controlador de Windows a esta implementación.
Este proyecto es de gran importancia ya que muchos fabricantes no distribuyen controladores para Linux en sus tarjetas de red inalámbricas. También se encuentra disponibles un proyecto equivalente bajo FreeBSD y NetBSD denominado Project Evil, que funciona de manera similar a NDISwrapper. Project Evil no se encuentra disponible en OpenBSD.

## Instalación
La mayoría de la distribuciones GNU/Linux proveen NDISwrapper, tanto por defecto o a través de su sistema de gestión de paquetes, que es la opción más cómoda y recomendada para usuarios no iniciados. 
Instalar NDISwrapper a partir del código fuente puede ser un poco complicado, pero en el sitio web de NDISwrapper se proporcionan instrucciones para su instalación manual. Sin embargo, antes de proceder con este tipo de instalación, el usuario debería tener cierta experiencia y conocimientos sobre administración básica de red y compilación de paquetes en entorno Linux.

## Interfaces gráficas
Existen interfaces gráficas para NDISwrapper, como son Ndisgtk y NdisConfig, que permiten que se instale NDISwrapper utilizando una interfaz gráfica de usuario, en lugar de los comando de consola.